# Unité pédagogique d'architecture numéro 7
L'Unité pédagogique d'architecture no 7 (UP7), située initialement au Grand Palais, a ensuite été appelée école d'architecture de Paris-Tolbiac (après déménagement) avant d'être refondue avec d'autres écoles d'architecture parisiennes en 1998,.

## Histoire
Créée en 1969 par un décret de 1968, l'UP7 naît d’une scission de l'UP5 à l'initiative des architectes Stéphane du Château, Paul Maymont et Roland Schweitzer.
À sa création, l’école est domiciliée au Grand Palais, cours la Reine à Paris 8e.
À la rentrée universitaire 1979-1980, l'UP7 est transférée dans 4 000 m2 au 5, rue du Javelot à Paris 13e.
En 1986, l'UP7 prend le nom de l'école d'architecture de Paris-Tolbiac.
Le décret du 18 août 1998 porte création de l'école d'architecture de Marne-la-Vallée et la suppression à compter du 22 février 1999 de l'école d'architecture de Paris-Tolbiac, le décret précisant qu'à cette même date « les droits et obligations, fonds et valeurs de l'école d'architecture sont transférés de plein droit à l'école d'architecture de Marne-la-Vallée ».
Le site de l'école à Paris est fermé et, à la rentrée universitaire 1998-1999, l'école d'architecture de Marne-la-Vallée ouvre provisoirement dans le bâtiment Descartes II à Noisy-le-Grand, en attendant l'achèvement en 1999 du bâtiment neuf conçu par l'architecte Bernard Tschumi.
Ainsi, en 1999, l'école emménage à Marne-la-Vallée dans ses locaux au cœur de la Cité Descartes, sur le campus de l'Université Paris-Est-Marne-la-Vallée, 10-12 avenue Blaise-Pascal à proximité de l'École nationale des ponts et chaussées. Le premier directeur, également très impliqué dans la création de cette école, est l'architecte Yves Lion.
En 2005, l'École prend le nom d'école nationale supérieure d'architecture de Marne-la-Vallée ou encore école d'architecture de la ville & des territoires.

## Enseignement
L’objectif du programme des ateliers de l'UP7 est de former des praticiens polyvalents grâce à un enseignement organisé en trois cycles.
Fondé sous la bannière des sciences et techniques, l'enseignement prévoit un ensemble de cours théoriques.
Le deuxième volet de l'enseignement consiste en des exercices d'architecture qui maintiennent une tradition de l'atelier vertical avec des projets courts et longs. À partir de la 3e année, les exercices portent sur des thèmes transversaux et communs aux ateliers afin d'engager des séances collégiales. Le thème est commun mais chaque atelier est libre de ses sujets qui traduisent les intérêts des patrons et renforcent progressivement les orientations propres aux ateliers.
La fin du cursus en 6e année accentue l'autonomie des ateliers.

## Personnalités issues de l'UP7
- Marie Schweitzer
- Michel Kagan